# Microgale cowani
Microgale cowani är en däggdjursart som beskrevs av Thomas 1882. Microgale cowani ingår i släktet långsvanstanrekar, och familjen tanrekar. IUCN kategoriserar arten globalt som livskraftig. Inga underarter finns listade i Catalogue of Life.

## Utseende
Denna tanrek blir med svans 113 till 165 mm lång och den väger 10,0 till 13,8 g. Svansen är något kortare än huvudet och bålen tillsammans. Uppgifter angående artens pälsfärg varierar. Det kan bero på att vissa upphittade individer som identifierades som Microgale cowani tillhörde en annan art. I alla beskrivningar förekommer någon form av brun till rödbrun päls på ovansidan och ljusare päls vid buken. Exemplar som hölls i fångenskap fick oftast mörkare päls efter pälsbytet. Pälsen är kort, mjuk och tät.

## Utbredning och habitat
Arten förekommer huvudsakligen på östra och norra Madagaskar. Utbredningsområdet ligger 810 till 2450 meter över havet. En liten population finns på västra Madagaskar. Habitatet utgörs av tropiska fuktiga skogar och gräsmarker. Microgale cowani besöker även trädodlingar och jordbruksmark.

## Ekologi
Troligen lever individerna i naturen ensam när honan inte är brunstig. De gömmer sig ofta under löven som ligger på marken, under trädrötter eller i andra gömställen. Microgale cowani klättrar bara i undantagsfall i växtligheten. Den kan i fångenskap matas med insektslarver och daggmaskar. Kannibalism har likaså observerats men det kan bero på stressituationen.
När en hane och en hona sättas i samma bur delar de ofta ett näste. Två hannar strider mot varandra och den underlägsna håller sig sedan avsides. Honor i fångenskap hade 3 till 4 ungar per kull. Ungarnas utveckling antas vara lika som hos andra långsvanstanrekar.